# Konéan
Konéan est une localité située dans le département de Kaya de la province du Sanmatenga dans la région Centre-Nord au Burkina Faso.

## Géographie
Village de la banlieue éloignée de Kaya, Konéan est située à 8 km à l'est du centre de la principale ville de la région. Le village traversé par la route nationale 3 reliant à Kaya à Tougouri puis Dori.

## Histoire
Konéan est le village natal de l'archevêque de Ouagadougou, le cardinal Philippe Ouédraogo, qui y est né le 25 janvier 1945,.

## Éducation et santé
Konéan accueille depuis 2015 environ un centre de santé et de promotion sociale (CSPS) tandis que le centre hospitalier régional (CHR) se trouve à de Kaya.
Le village possède deux écoles primaires publiques. Par ailleurs, Konéan accueille le lycée privée catholique Saint-Pierre, rattaché au diocèse de Kaya, en activité depuis la rentrée 2015 (mais officiellement inauguré le 24 février 2017). Il est ouvert uniquement aux jeunes filles (une soixantaine) afin qu'elles puissent poursuivre leurs études dans le secondaires au sein des quatre classes proposées (du niveau collège).